# Chae Myung-shin
Chae Myung-shin (채명신, 蔡命新; 27 de novembro de 1926 – 25 de novembro de 2013) foi um general e líder militar sul-coreano conhecido por seus serviços durante a Guerra do Vietnã, onde liderou as forças do seu país de 1965 a 1969.